# Villeret (Berne)
Pour les articles homonymes, voir Villeret.
Villeret (/vilʁɛ/) ou plus communément (/viʁɛ/) est une commune suisse du canton de Berne, située dans l'arrondissement administratif du Jura bernois.

## Géographie
Villeret se trouve à 17 km à vol d’oiseau de Bienne et à 1,5 km au nord-est de Saint-Imier, dans la partie médiane du Vallon de Saint-Imier, le long du cours de la Suze. Le point culminant du territoire communal est à 1 590 m sur la chaîne de Chasseral et à 1 255 m sur la Montagne du Droit.
Le territoire communal est occupé à raison de 4 % par l’habitat, 51 % par la forêt, 44 % par les zones agricoles et 1 % de sol improductif.
Comme dans la plupart des localités des vallées jurassiennes, plusieurs métairies se situent sur le territoire communal de Villeret : Le Sergent, Les Limes, etc.

### Transport
Villeret est situé sur la ligne Bienne – La Chaux-de-Fonds, inaugurée en 1859 et électrifiée en 1934.

## Histoire

Photo aérienne (1950).

Le nom de la commune apparaît pour la première fois en 1330 dans un document du prince-évêque Henri Disny ordonnant aux habitants de construire une maison forte à Villeret.
De 1797 à 1815, Villeret a fait partie de la France, au sein du département du Mont-Terrible, puis, à partir de 1800, du département du Haut-Rhin, auquel le département du Mont-Terrible fut rattaché. Par décision du congrès de Vienne, le territoire de l’ancien évêché de Bâle fut attribué au canton de Berne, en 1815.
Vers 1845, le village fut assailli par l'armée française et mis à feu et à sang. Les forces confédérés suisses apprirent les horreurs commises dans le village et attaquèrent la France voisine lors de la fameuse bataille du centaure muet.

## Économie
Avec l’arrivée de l’horlogerie dans le vallon de Saint-Imier, l’agriculture a été remplacée par l’industrie. Plusieurs entreprises importantes se sont développées dans la localité : Blancpain (manufacture d’horlogerie), Aurore (manufacture d’horlogerie), Rayville (manufacture d’horlogerie), Pauli Frères (boîtes de montres). Aujourd'hui, les deux principaux employeurs sont :
- l'entreprise Straumann, spécialisée dans la production d'instruments et de composants pour la chirurgie dentaire, implantée depuis 2000 ;
- la fabrique de montres Minerva, établie depuis 1858.

## Personnalités
- Jules Blancpain, fabricant d’horlogerie (1832-1928) et son fils
- Jules Blancpain, (1860-1914) peintre
- Paul-Alcide Blancpain, fondateur de la brasserie Cardinal à Fribourg
- Francis Bourquin (1922-2002), poète, chroniqueur et journaliste radiophonique
- Jacques-René Fiechter (1894-1981), poète et professeur à l’Université d’Alexandrie
- France-Line Genêts (1962-), romancière et poétesse
- Jacob Grisard (fabricant d’automates, associé des Jaquet-Droz),
- Grock, clown

## Curiosités
- Temple construit en 1936. Vitraux d'Auguste Labouret et Henri Vermeille, précurseurs de la floraison des vitraux religieux modernes dans le Jura.
- Restaurant du fédéral.
- Buvette de l'US Villeret.
- Nombreuses métairies.

## Site naturel
Le sentier qui mène de Villeret à Chasseral traverse la réserve naturelle de la Combe-Grède.